# Stylaster venustus
Stylaster venustus är en nässeldjursart som först beskrevs av Addison Emery Verrill 1870.  Stylaster venustus ingår i släktet Stylaster och familjen Stylasteridae. Inga underarter finns listade i Catalogue of Life.